# Mistrzostwa Czech w Lekkoatletyce 2016
47. Mistrzostwa Czech w Lekkoatletyce – zawody lekkoatletyczne, które odbyły się od 17 do 19 czerwca 2016 na stadionie Míru w Taborze.

## Rezultaty

### Mężczyźni
| Konkurencja:                  | Złoto                                                             | Wynik    | Srebro                                                             | Wynik    | Brąz                                                              | Wynik    |
| Bieg na 100 m                 | Jan Veleba                                                        | 10,28    | Marcel Kadlec                                                      | 10,53    | Zdeněk Stromšík                                                   | 10,54    |
| Bieg na 200 m                 | Jan Jirka                                                         | 21,13    | Vojtěch Svoboda                                                    | 21,53    | Michal Tlustý                                                     | 21,54    |
| Bieg na 400 m                 | Patrik Šorm                                                       | 46,60    | Jan Tesař                                                          | 46,89    | Michal Desenský                                                   | 47,03    |
| Bieg na 800 m                 | Martin Sadil                                                      | 1:54,61  | Matěj Pavlíček                                                     | 1:54,85  | Filip Šnejdr                                                      | 1:54,91  |
| Bieg na 1500 m                | Jan Friš                                                          | 3:50,92  | Petr Vitner                                                        | 3:51,20  | Jan Sýkora                                                        | 3:52,33  |
| Bieg na 5000 m                | David Kučera                                                      | 14:46,01 | Lukáš Olejníček                                                    | 14:49,09 | Filip Žižka                                                       | 15:02,50 |
| Bieg na 10 000 m              | Lukáš Olejníček                                                   | 31:13,57 | Jan Kohut                                                          | 31:32,47 | Pavel Kubričan                                                    | 31:35,40 |
| Bieg uliczny na 10 km         | Jiří Homoláč                                                      | 30:26    | Jakub Zemaník                                                      | 30:33    | Vít Pavlišta                                                      | 30:57    |
| Bieg przełajowy (krótki)      | Michal Šmahel                                                     | 12:57    | Ondřej Chour                                                       | 13:03    | Pavel Hladík                                                      | 13:07    |
| Bieg przełajowy (długi)       | Jiří Homoláč                                                      | 32:15    | Jakub Zemaník                                                      | 32:38    | Jan Janů                                                          | 33:02    |
| Bieg górski                   | Jan Janů                                                          | 53:17    | Martin Kučera                                                      | 54,25    | Dominik Sádlo                                                     | 54:34    |
| Półmaraton                    | Vít Pavlišta                                                      | 1:06:19  | Lukáš Olejníček                                                    | 1:07:07  | Pavel Dymák                                                       | 1:07:31  |
| Maraton                       | Petr Pechek                                                       | 2:22:14  | Robert Krupička                                                    | 2:24:56  | Pavel Dymák                                                       | 2:28:03  |
| Bieg na 110 m przez płotki    | Petr Peňáz                                                        | 14,00    | Václav Sedlák                                                      | 14,25    | Marek Lukáš                                                       | 14,61    |
| Bieg na 400 m przez płotki    | Michal Brož                                                       | 50,88    | Vít Müller                                                         | 51,04    | Václav Barák                                                      | 51,06    |
| Bieg na 3000 m z przeszkodami | Lukáš Olejníček                                                   | 8:59,30  | Michal Šmahel                                                      | 9:10,04  | Milan Hrazděra                                                    | 9:11,58  |
| Sztafeta 4 × 100 m            | Slovan Liberec Jan Král Vojtěch Svoboda Radek Povýšil David Kolář | 41,27    | Spartak Praha 4 Jan Feher Rostislav Šulc Vojtěch Šulc Ondřej Benda | 41,46    | –                                                                 | –        |
| Sztafeta 4 × 400 m            | Slavia Praha Matěj Mach Filip Šnejdr Pavel Černý Václav Barák     | 3:15,54  | Dukla Praha Daniel Němeček Jan Friš Martin Sadil Matěj Pavlíček    | 3:15,94  | AK ŠKODA Plzeň Martin Hes Daniel Maruštík Václav Beran Jiří Kubeš | 3:20,10  |
| Chód na 20 km                 | Lukáš Gdula                                                       | 1:25:50  | Pavel Schrom                                                       | 1:28:40  | Ondřej Motl                                                       | 1:33:08  |
| Chód na 50 km                 | Lukáš Gdula                                                       | 3:54:29  | Pavel Schrom                                                       | 4:05:09  | Ondřej Motl                                                       | 4:08:52  |
| Skok wzwyż                    | Jaroslav Bába                                                     | 2,12     | David Šutera                                                       | 2,08     | Stanislav Sajdok                                                  | 2,04     |
| Skok o tyczce                 | Jan Kudlička                                                      | 5,55     | Michal Balner                                                      | 5,40     | Lukáš Posekaný                                                    | 5,40     |
| Skok w dal                    | Adam Zelinka                                                      | 7,70     | Milan Pírek                                                        | 7,31     | Jakub Nosek                                                       | 7,25     |
| Trójskok                      | Lukáš Kunc                                                        | 15,68    | Jiří Vondráček                                                     | 15,52    | Jiří Zeman                                                        | 15,20    |
| Pchnięcie kulą                | Tomáš Staněk                                                      | 20,39    | Ladislav Prášil                                                    | 20,19    | Martin Novák                                                      | 19,15    |
| Rzut dyskiem                  | Marek Bárta                                                       | 59,89    | Tomáš Voňavka                                                      | 59,60    | Jan Marcell                                                       | 58,34    |
| Rzut młotem                   | Lukáš Melich                                                      | 74,80    | Michal Fiala                                                       | 66,25    | Petr Koucký                                                       | 63,86    |
| Rzut oszczepem                | Vítězslav Veselý                                                  | 77,92    | Petr Frydrych                                                      | 76,95    | Martin Sklenář                                                    | 67,95    |
| Dziesięciobój                 | Marek Lukáš                                                       | 7877     | Jan Doležal                                                        | 7707     | Jakub Nosek                                                       | 6597     |

### Kobiety
| Konkurencja:                  | Złoto                                                                           | Wynik    | Srebro                                                                          | Wynik    | Brąz                                                                         | Wynik    |
| Bieg na 100 m                 | Barbora Procházková                                                             | 11,51    | Nikola Bendová                                                                  | 11,57    | Martina Štychová                                                             | 11,73    |
| Bieg na 200 m                 | Barbora Procházková                                                             | 23,71    | Nikola Bendová                                                                  | 23,72    | Marcela Pírková                                                              | 23,98    |
| Bieg na 400 m                 | Denisa Rosolová                                                                 | 54,11    | Zdeňka Seidlová                                                                 | 54,93    | Alena Ulrichová                                                              | 55,68    |
| Bieg na 800 m                 | Vendula Hluchá                                                                  | 2:09,79  | Lenka Masná                                                                     | 2:10,05  | Eliška Kutrová                                                               | 2:10,51  |
| Bieg na 1500 m                | Simona Vrzalová                                                                 | 4:14,45  | Kristiina Mäki                                                                  | 4:16,60  | Tereza Čapková                                                               | 4:17,00  |
| Bieg na 5000 m                | Simona Vrzalová                                                                 | 16:41,00 | Petra Vašinová                                                                  | 16:49,21 | Lucie Maršánová                                                              | 16:49,59 |
| Bieg na 10 000 m              | Valerie Soukupová                                                               | 35:15,96 | Moira Stewartová                                                                | 35:29,92 | Petra Vašinová                                                               | 35:40,54 |
| Bieg uliczny na 10 km         | Simona Vrzalová                                                                 | 34:20    | Tereza Čapková                                                                  | 34:45    | Petra Kamínková                                                              | 35:25    |
| Bieg przełajowy               | Simona Vrzalová                                                                 | 21:18    | Eva Vrabcová                                                                    | 21:44    | Eva Krchová                                                                  | 21:56    |
| Bieg górski                   | Pavla Schorná                                                                   | 51:01    | Monika Preibischová                                                             | 51:04    | Petra Nováková                                                               | 51:53    |
| Półmaraton                    | Petra Kamínková                                                                 | 1:17:31  | Petra Pastorová                                                                 | 1:18:13  | Dagmar Rychnovská                                                            | 1:20:32  |
| Maraton                       | Eva Vrabcová                                                                    | 2:30:10  | Ivana Sekyrová                                                                  | 2:51:24  | Radka Churaňová                                                              | 2:54:18  |
| Bieg na 100 m przez płotki    | Kateřina Cachová                                                                | 13,08    | Lucie Koudelová                                                                 | 13,12    | Kateřina Dvořáková                                                           | 13,66    |
| Bieg na 400 m przez płotki    | Tereza Vokálová                                                                 | 57,22    | Kateřina Hálová                                                                 | 58,15    | Lucie Taclíková                                                              | 58,35    |
| Bieg na 3000 m z przeszkodami | Lucie Sekanová                                                                  | 9:59,56  | Eva Krchová                                                                     | 10:01,94 | Michaela Drábková                                                            | 10:27,02 |
| Sztafeta 4 × 100 m            | USK Praha Lucie Domská Barbora Procházková Martina Hofmanová Kristýna Kobiánová | 45,29    | Olymp Brno Karolína Strnadová Pavla Hřivnová Markéta Mrňová Marcela Pírková     | 47,20    | Slavia Praha Šárka Hlaváčková Šárka Kalvová Agáta Kolingerová Kamila Jíchová | 47,29    |
| Sztafeta 4 × 400 m            | Slavia Praha Kateřina Turková Anna Šimková Anna D´Ambrosca Lucie Taclíková      | 3:50,25  | AK Škoda Plzeň Veronika Meczlová Sára Sumegová Anna Suráková Tereza Petržílková | 3:51,95  | Olymp Brno Edita Sklenská Karolína Strnadová Petra Herzogová Věra Holubářová | 3:53,07  |
| Chód na 20 km                 | Tereza Korvasová                                                                | 1:50:55  | Lenka Borovičková                                                               | 1:59:05  | Martina Netolická                                                            | 2:09:39  |
| Skok wzwyż                    | Michaela Hrubá                                                                  | 1,93     | Lada Pejchalová                                                                 | 1,86     | Nikola Strachová                                                             | 1,80     |
| Skok o tyczce                 | Rebeka Šilhanová                                                                | 4,40     | Jiřina Ptáčníková                                                               | 4,30     | Aneta Morysková                                                              | 4,15     |
| Skok w dal                    | Jana Korešová                                                                   | 6,47     | Kateřina Cachová                                                                | 6,17     | Anna Švecová                                                                 | 6,12     |
| Trójskok                      | Lucie Májková                                                                   | 13,93    | Šárka Buranská                                                                  | 12,61    | Dominika Horniaková                                                          | 12,60    |
| Pchnięcie kulą                | Markéta Červenková                                                              | 16,69    | Jana Kárníková                                                                  | 15,01    | Petra Klementová                                                             | 14,80    |
| Rzut dyskiem                  | Eliška Staňková                                                                 | 55,43    | Zuzana Kubicová                                                                 | 48,44    | Barbora Tichá                                                                | 45,72    |
| Rzut młotem                   | Kateřina Šafránková                                                             | 71,06    | Tereza Králová                                                                  | 65,78    | Pavla Kuklová                                                                | 61,61    |
| Rzut oszczepem                | Barbora Špotáková                                                               | 66,87    | Jarmila Jurkovičová                                                             | 56,78    | Nikol Tabačková                                                              | 55,29    |
| Siedmiobój                    | Kateřina Cachová                                                                | 6285     | Anna Nečinová                                                                   | 4943     | Michaela Svojanovská                                                         | 4919     |